# NGC 5787
NGC 5787 ist eine 13,2 mag helle spiralförmige „blue compact galaxy“ (kompakte Galaxie mit großen jungen Sternhaufen und heißen, massereichen Sternen) vom Hubble-Typ S? im Sternbild Bärenhüter. Sie ist schätzungsweise 250 Millionen Lichtjahre von der Milchstraße entfernt und hat einen Durchmesser von etwa 75.000 Lj.
Das Objekt wurde am 5. April 1787 von Wilhelm Herschel mit einem 18,7-Zoll-Spiegelteleskop entdeckt, der sie dabei mit „F, pS, lbM“ beschrieb.